# Katerînivka, Volodarsk-Volînskîi
Katerînivka (în ucraineană Катеринівка) este un sat în comuna Radîci din raionul Volodarsk-Volînskîi, regiunea Jîtomîr, Ucraina.

## Demografie
Componența lingvistică a localității Katerînivka
     Ucraineană (98,65%)
     Alte limbi (1,35%)
Conform recensământului din 2001, majoritatea populației localității Katerînivka era vorbitoare de ucraineană (98,65%), existând în minoritate și vorbitori de alte limbi.